# Hullagala, Malavalli
Hullagala là một làng thuộc tehsil Malavalli, huyện Mandya, bang Karnataka, Ấn Độ.